# Sarah Ourahmoune
Sarah Ourahmoune (* 21. Januar 1982 in Sèvres) ist eine ehemalige französische Boxerin.

## Werdegang
Sarah Ourahmoune begann 1997 im Alter von 14 Jahren im Pariser Vorort Aubervilliers mit dem Boxsport und wurde von Saïd Ben Najem trainiert. Sie wurde 1999, 2000, 2003, 2008, 2009 und 2010 Französische Meisterin im Halbfliegengewicht, sowie 2011, 2012, 2015 und 2016 jeweils Französische Meisterin im Fliegengewicht.
2003 bis 2007 unterbrach sie ihre sportliche Karriere und absolvierte in diesem Zeitraum ein Studium zur Erzieherin, eine weitere Wettkampfpause hatte sie ab 2012 aufgrund ihrer ersten Schwangerschaft.
Auf europäischer Ebene gewann sie im Halbfliegengewicht die EU-Meisterschaften 2007 in Lille, 2008 in Liverpool und 2009 in Pasardschik, darüber hinaus gewann sie in dieser Gewichtsklasse auch eine Bronzemedaille bei den Europameisterschaften 2007 in Vejle und im Fliegengewicht die Silbermedaille bei den Europameisterschaften 2011 in Rotterdam.
Bei den Weltmeisterschaften 2008 in Ningbo unterlag sie im Finale des Halbfliegengewichts der Starterin aus China, welche jedoch aufgrund eines positiven Dopingtests disqualifiziert und Ourahmoune dadurch nachträglich zur Weltmeisterin ernannt wurde. Des Weiteren gewann sie eine Bronzemedaille im Fliegengewicht bei den Weltmeisterschaften 2016 in Astana und die Silbermedaille im Fliegengewicht bei den Olympischen Sommerspielen 2016 in Rio de Janeiro, nachdem sie erst im Finale gegen Nicola Adams unterlegen war.
Im April 2012 wurde sie zum Ritter der Ehrenlegion ernannt und im Dezember 2016 vom französischen Staatspräsidenten François Hollande mit der Stufe Offizier des Ordre national du Mérite ausgezeichnet.

## Nach dem Boxen
Nach den Olympischen Spielen 2016 beendete sie ihre Karriere und hatte bis dahin rund 265 Kämpfe bestritten. Die Absolventin des Institut d’études politiques de Paris arbeitete anschließend als Geschäftsführerin eines eigenen Unternehmens und als Dozentin. 2017 wurde sie Vizepräsidentin des Französischen Olympiakomitees und 2021 Vizepräsidentin des Französischen Boxverbandes.